# Gaillères
Gaillères ist eine französische Gemeinde mit 647 Einwohnern (Stand 1. Januar 2022) im Département Landes in der Region Nouvelle-Aquitaine (vor 2016: Aquitanien). Sie gehört zum Arrondissement Mont-de-Marsan und zum Kanton Mont-de-Marsan-1.
Der Name der Gemeinde leitet sich vom lateinischen Präfix gal- ab, das verwendet wurde, um Steine zu benennen.
Die Einwohner werden Gaillerois und Gailleroises genannt.

## Geographie
Gaillères liegt am Südrand des größten französischen Waldgebietes, der Landes de Gascogne, ca. 10 Kilometer nordöstlich von Mont-de-Marsan im Landstrich Pays de Marsan der historischen Provinz Gascogne am südöstlichen Rand des Départements.
Umgeben wird Gaillères von den Nachbargemeinden:
| Lucbardez-et-Bargues | Bostens                                     | Pouydesseaux           |
| Saint-Avit           | Kompassrose, die auf Nachbargemeinden zeigt | Sainte-Foy             |
|                      | Bougue                                      | Saint-Cricq-Villeneuve |

Gaillères liegt im Einzugsgebiet des Flusses Adour.
Der Ruisseau du Penin, ein Nebenfluss der Midouze, entspringt auf dem Gebiet der Gemeinde ebenso wie sein Nebenfluss, der Ruisseau de l’Église, sowie der Ruisseau de Lagrabe, ein Zufluss des Ruisseau du Roumat.

## Geschichte
Eine Besiedlung des Landstrichs während der gallischen, später während der gallorömischen Zeit erscheint sehr wahrscheinlich angesichts mehrerer kleiner Erdhügel im Viertel Arricau oder Ricau, die heute noch erkennbar sind. Es handelt sich um Reste eines Hügelgrabs oder einer Motte. Im 14. Jahrhundert richtete sich eine Grundherrschaft inmitten des Dorfes von Gaillères ein. Die Vicomté des Béarn regierte über das Territorium im Namen des französischen Königs. Im Jahre 1343 wurde der Grundherr von Gaillères zum Cour del Sers, zum Gerichtshof der Vicomté von Marsan mit Sitz in Bascons, berufen. Dort wies er seine Ehrerbietung der Vicomtesse Aliénor des Béarn. Ein anderer Grundherr von Gaillères, Sanche Deytz, erwies seine Ehrerbietung 1538 an Heinrich II., König von Navarra. Die Heirat von Gaston du Lyon und Marguerite, Tochter des Grundherrn von Gaillères im Jahre 1573 verband die Grundherrschaft mit der von Campet und Geloux. Das Lehen von Gaillères ging zur Vicomté von Juliac im Jahre 1572 durch eine Heirat von Clarianne d’Orty, Grundherrin von Gaillères, mit Renaud de Pardaillan, Vicomte von Juliac, über.

### Einwohnerentwicklung
Nach Beginn der Aufzeichnungen stieg die Einwohnerzahl in der Mitte des 19. Jahrhunderts auf einen ersten Höchststand von 460. In der Folgezeit konnte die Gemeinde eine Größe von rund 390 Einwohnern bis in die 1920er Jahre halten. Nachfolgend sank die Größe bis zu den 1960er Jahren auf 260 Einwohner, bevor eine zeitweise kräftige Wachstumsphase einsetzte, die bis heute andauert.
| Jahr      | 1962 | 1968 | 1975 | 1982 | 1990 | 1999 | 2006 | 2010 | 2022 |
| --------- | ---- | ---- | ---- | ---- | ---- | ---- | ---- | ---- | ---- |
| Einwohner | 278  | 261  | 265  | 348  | 396  | 430  | 541  | 571  | 647  |

## Sehenswürdigkeiten

### PfarrkircheNotre-Dame-de-l’Assomption

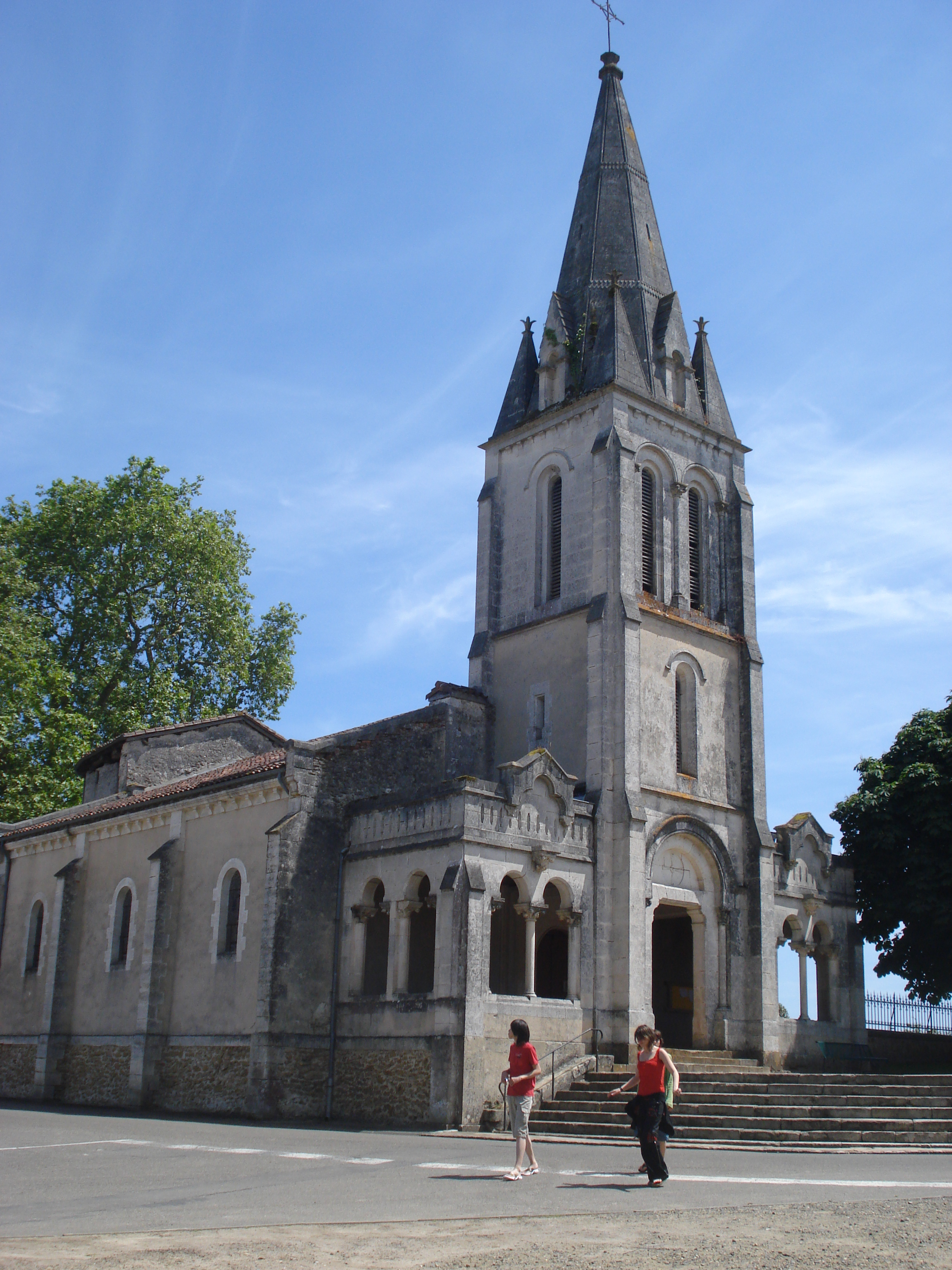
Pfarrkirche Notre-Dame-de-l’Assomption

Die Apsis und das Langhaus der Mariä Aufnahme in den Himmel gewidmeten Kirche datieren aus der Romanik. Die halbrunde Apsis ist hierbei erhöht gebaut worden, um sie zu befestigen. Ihr oberer Teil aus Bruchstein und Ziegelsteinen zeigt entsprechend einen Wehrgang und Schießscharten. Die ursprüngliche Apsis besaß bereits die bildhauerisch ausgestalteten Konsolen unter dem Gesims, das als Rollenfries verschönert ist. Eine kleine Sakristei ist an die Mitte der Apsis angebaut. An der nördlichen und südlichen Seite sind zwei ehemalige Fensteröffnungen teilweise mit Ziegelsteinen zugemauert. Die beiden Seitenschiffe sind 1855 hinzugefügt worden. Sie sind an ihrer Seite mit rundbogenförmigen Fenstern ausgestattet worden und schließen ihrerseits in halbrunde Apsiden mit Okuli ab. Im Westen erstreckt sich ein 1869 angebauter Vorraum über die gesamte Breite des Gebäudes. Er wird erhellt durch Zwillingsarkaden in Form von Hufeisenbögen, die von Säulen mit bildhauerisch ausgestalteten Kapitellen getragen werden. In der Mitte erhebt sich der Glockenturm mit rundbogenförmigen Fenstern und einem polygonalen, mit Schiefer gedeckten Helm. Am Fuß des Helms sind an jeder Turmecke pyramidenförmige Dachreiter angebracht, die ebenfalls mit Schiefer gedeckt sind. Am Fuße des Glockenturms erlaubt ein hufeisenbogenförmiges Eingangsportal den Zutritt zum Vorraum und damit zur Kirche.

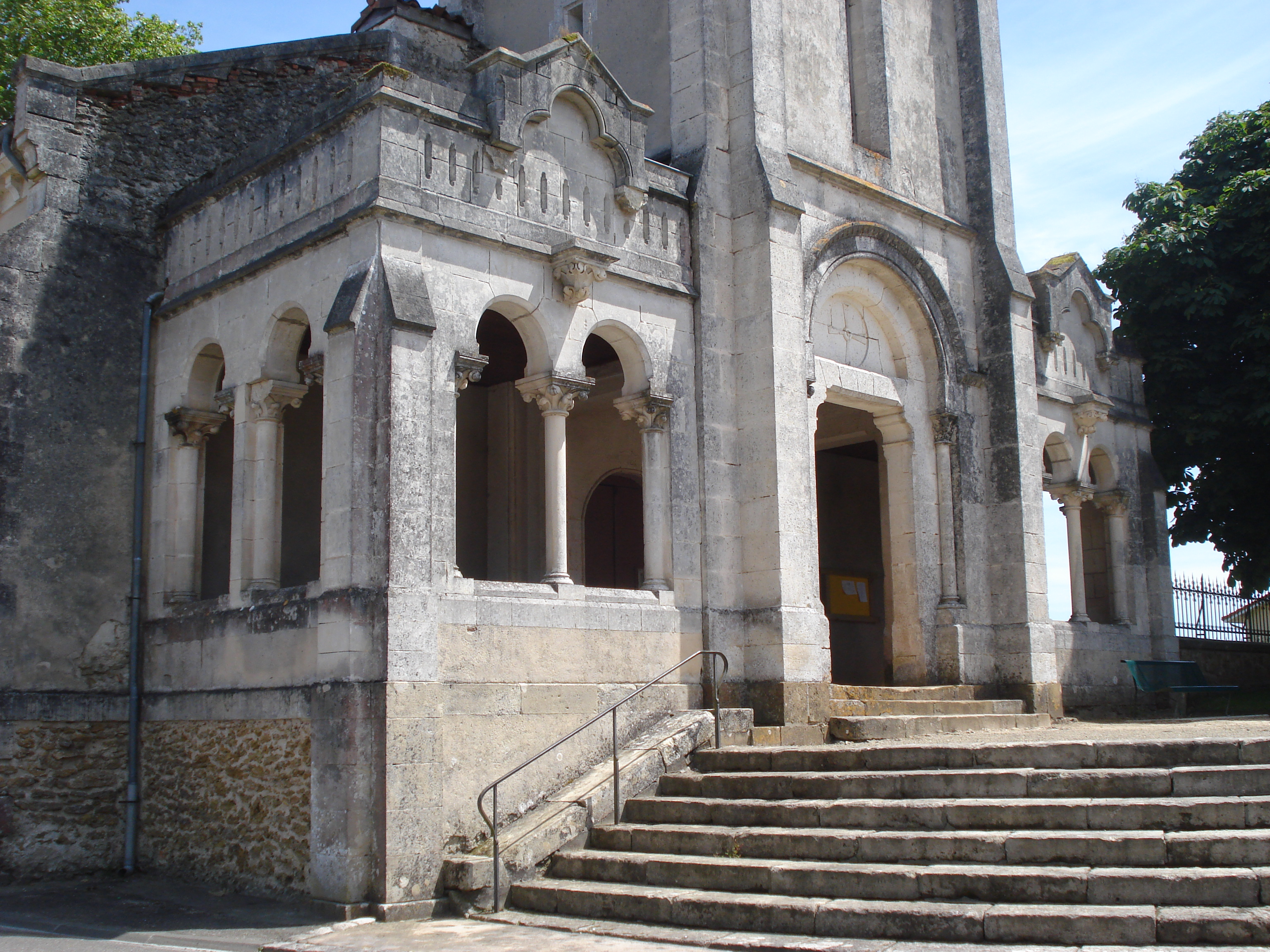
Vorraum
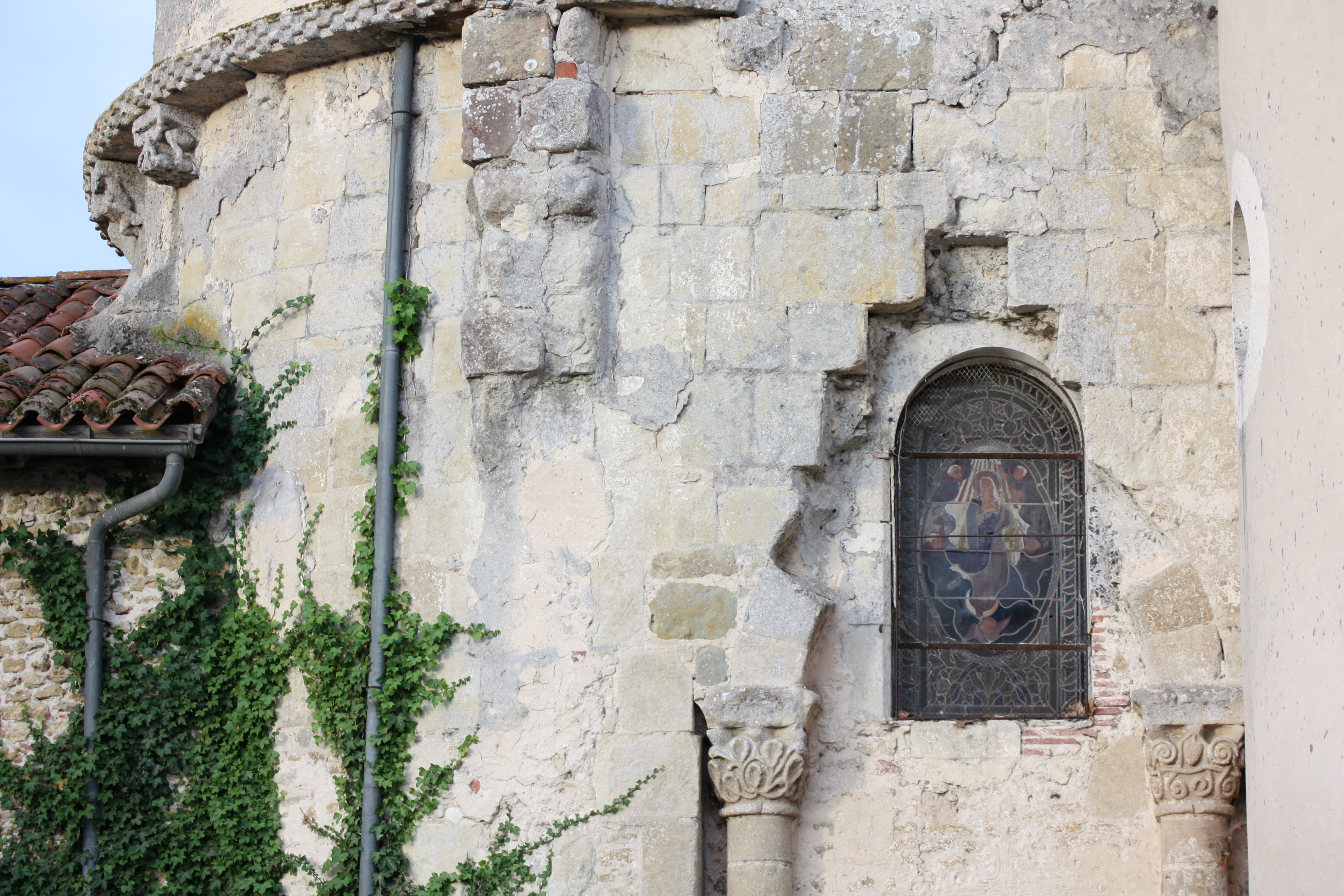
Apsis
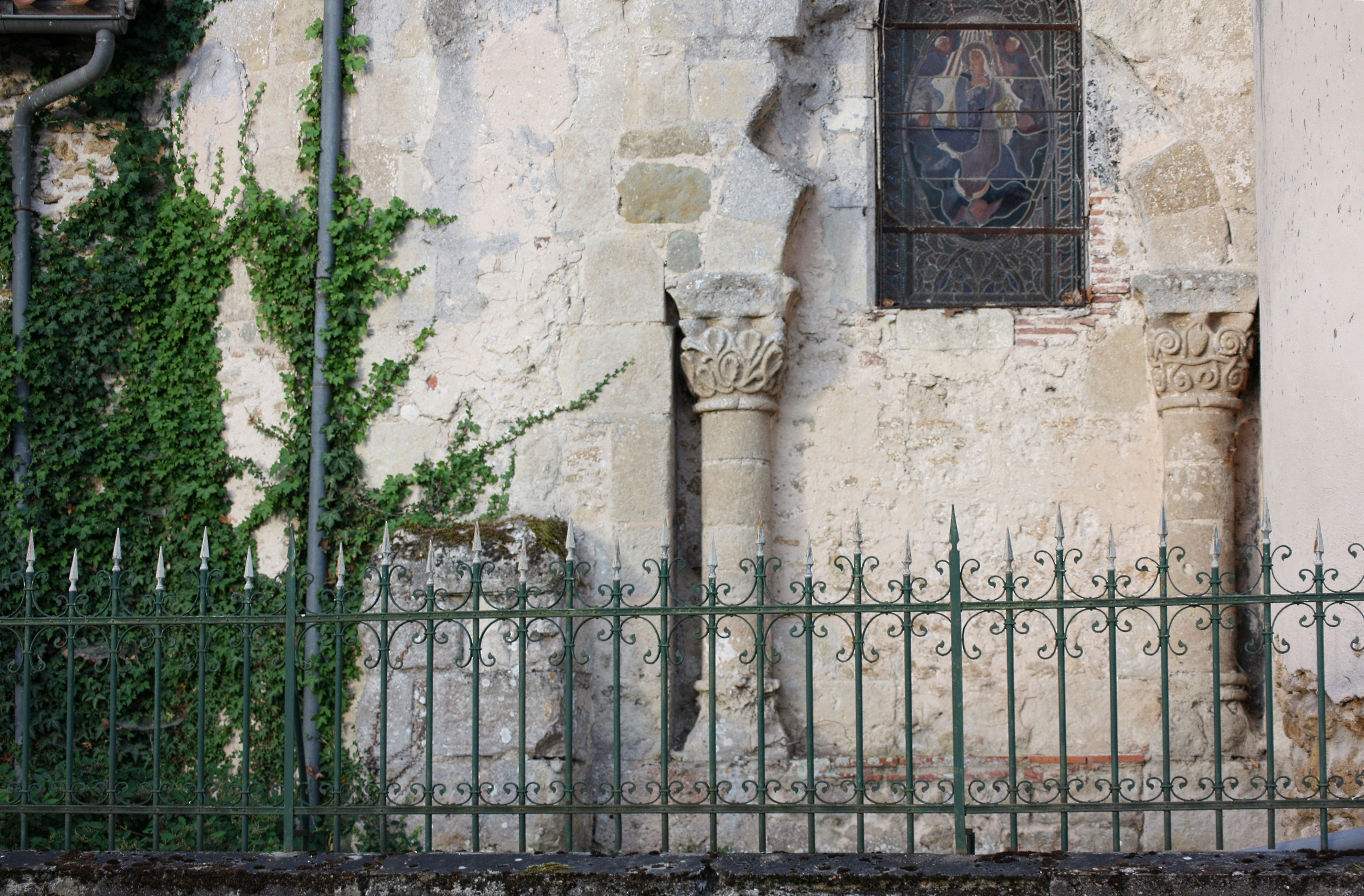
Ehemaliges Fenster

## Naturerbe
Ein Teil des Gemeindegebiets liegt in einer Zone naturelle d’intérêt écologique, faunistique et floristique (ZNIEFF), ein Naturgebiet, das aufgrund seiner spezifischen, schützenswerten Merkmale in einem frankreichweiten Register geführt wird. Besonders geschützte Tiere und Pflanzen sind hier der Fischotter, die Reichenbach-Segge und der Rundblättrige Sonnentau.

## Wirtschaft und Infrastruktur
Zahlreiche kleine Seen bieten der Gemeinde ein großes Potenzial auf dem Gebiet des Tourismus.

### Bildung
Die Gemeinde verfügt über eine öffentliche Vorschule mit 151 Schülerinnen und Schülern im Schuljahr 2017/2018.

Logo des Jakobswegs

### Sport und Freizeit
- Der Fernwanderweg GR 654 von Namur in Belgien über Vézelay nach Saint-Jean-Pied-de-Port führt durch das Zentrum von Bourriot. Er folgt der Via Lemovicensis, einem der vier historischen „Wege der Jakobspilger in Frankreich“.[9]

- Der Étang de Massy ist Teil des Parc Naturel Urbain de Marsan und bietet Anglern und Spaziergängern breite Möglichkeiten. Ein Rundweg mit einer Länge von 6,6 km führt durch an allen Seen von Gaillères vorbei.[10][11]

- Ein weiterer Rundweg mit einer Länge von 6 km führt vom Zentrum durch das Gebiet der Gemeinde durch Waldgebiete und unter anderem am Étang de Massy vorbei.[12]

### Verkehr
Gaillères wird durchquert von den Routes départementales 392 und 933N, der ehemaligen Route nationale 133.
Die Autoroute A65, genannt Autoroute de Gascogne, durchquert ebenfalls das Gemeindegebiet mit der Ausfahrt 4, die die Gemeinde direkt bedient.